# Statshospitalet i Brønderslev
|  | Denne artikel er oprettet af botten Steenthbot ud fra en ekstern database. Den kan derfor have sproglige fejl eller mangler. Denne skabelon kan fjernes efter kontrol af indholdet. |

Statshospitalet i Brønderslev er en dansk dokumentarisk optagelse fra 1957.

## Handling
Opførelsen af sindssygehospitalet i Brønderslev. Arbejdet følges fra klargøring af grunden over murer-, tømrer- og elektriker-arbejde til indretning af de færdige bygninger. Hospitalet indvies i 1957.